# 218
218是在217和219之間的自然數。

## 性質
- 合數，正因數有1、2、109和218。
質因數分解為{\displaystyle 2\times 109}。
- 虧數，真因數和為112，虧度為106。
- 不尋常數，大於平方根的質因數為109。
- 第73個半質數。前一個為217、下一個為219。
- 無平方數因數的數。
- 十进制的奢侈數。
- 218是非歐拉商數也是非互補歐拉商數[1]
- 是首個讓梅滕斯函數值為3的數[2]。
- 218是已知最大的合數n，12^n-1的質因數個數等於n的正因數個數
- 218是使用不多於2種顏色為立方體的12條稜上色方式的方法數。若某兩種上色方式可透過旋轉立方體而變為同一種的話則視為重複的上色方式[3]。